# Djurgårdens IF Fotboll 1904
Djurgårdens IF Fotboll spelade i dåvarande Svenska mästerskapens spel 1904. Man förlorade finalen med 2-1 mot Örgryte IS inför 3000 åskådare på Idrottsparken i Stockholm. Erik Lavass gjorde Djurgårdens mål.